# Emanuel (Band)
Emanuel ist eine US-amerikanische Post-Hardcore-Band aus Clarksville, Indiana, die  1998 unter dem Namen Emanuel Nice gegründet wurde. Nach vier Veröffentlichungen wurde der Name zu Emanuel gekürzt. Die Band unterzeichnete einen Vertrag bei Vagrant Records und veröffentlichte die Alben Soundtrack to a Headrush sowie  Black Earth Tiger.
Die Wurzeln der Band liegen in Clarksville, Indiana, einer Kleinstadt in der Nähe von Louisville, Kentucky.

## Mitglieder
- Matt Breen – Gesang
- Mat Barber – Gitarre, Hintergrund-Sänger
- Devin Triplett – Rhythmusgitarre
- Bryan Whiteman – Bassgitarre
- Anthony Brock – Schlagzeug

## Diskografie

### Alben
- Soundtrack to a Headrush (2005)
- Black Earth Tiger (2007)

### EPs
- Hi-Skool Trivia (1999, als Emanuel Nice)
- Lanemeyer/Emanuel Nice Split (2000, Split-Album mit Lanemeyer, als Emanuel Nice)
- Steinbach2Clarksville (Colourbone/Emanuel Nice, 2000, Split-Album, als Emanuel Nice)
- Wait (EP) (2002, als Emanuel Nice)
- Emanuel (EP) (2004, Vagrant Records)
- Acoustic (2007)

### Singles
- „The Willing“, Soundtrack to a Headrush (2005)
- „Make Tonight“, Soundtrack to a Headrush  (2006)
- „Cottonmouth“, Black Earth Tiger (2007)